# Minden gyermek könyve
Minden gyermek könyve – a Ion Creangă Könyvkiadó gyermekkönyv-sorozata volt 1971–1988 között; 10-14 éves gyermekek számára a magyar és a világirodalom klasszikus műveiből nyújtott olvasnivalót.
A kiadó román sorozatáról (Biblioteca pentru toţi copii) másolt grafikai elképzelésű kötetei között Benedek Elek, Gárdonyi Géza és Móra Ferenc meséivel, Asztalos István, Mikszáth Kálmán, Jókai Mór, Nagy István novelláival, a román irodalomból Ion Creangă, Ioan Slavici, Ion Luca Caragiale, Mihai Eminescu, Emil Gîrleanu, Cezar Petrescu, Eusebiu Camilar, Mihail Sadoveanu, Alexandru Mitru, Octav Panc-Iaşi elbeszéléseivel, meséivel, ifjúsági regényeivel, a világirodalomból E. T. A. Hoffmann, Mark Twain, Edmondo De Amicis, Jack London, Hans Christian Andersen, Kenneth Grahame elbeszéléseivel, regényeivel, meséivel és egy kötetre való klasszikus német mesével ismerkedhetett meg az ifjú olvasó. A köteteket rövid előszavak vezették be, igényeikben a gyermekolvasó tájékoztatására törekedve.
Érdeme a sorozatnak, hogy néhány új fordítással hozzájárult a romániai magyar fordításirodalmunk gyarapításához (Andersen meséit Szilágyi Domokos, Jack London Fehér agyar c. regényét Semlyén István, de Amicis A szív c. regényét Székely Erzsébet e sorozat számára fordította magyarra).
Az 1980-as évek második felében a sorozat köteteinek száma megritkult, az előszókról lemondtak, s takarékossági meggondolásból a kötetek kiállítása is szerényebbé (sőt szegényesebbé) vált.